# I Won't Say (I'm in Love)
«I Won't Say (I'm in Love)» («No diré que es amor» en España y «No hablaré de mi amor en Hispanoamérica») es una canción escrita por el compositor Alan Menken y el letrista David Zippel para la película de animación de Disney Hércules (1997). Incluida en la banda sonora de la película, la canción es interpretada en la versión inglesa por la actriz y cantante estadounidense Susan Egan en su papel de Meg, el interés amoroso de Hércules, mientras que las cantantes Cheryl Freeman, Lillias White, Vaneese Thomas, LaChanze y Roz Ryan interpretan los coros al estilo grupo de chicas en el papel de las musas.
«I Won't Say (I'm in Love)» es una balada doo wop y pop a medio tempo que recuerda a la música de los años 50 e incorpora influencias de Motown y R&B. Similar en estilo a las canciones grabadas por los grupos de chicas estadounidenses The Ronettes y The Supremes, su letra trata sobre la negación de tener sentimientos románticos hacia alguien y parodia la de las canciones de amor tradicionales. En la secuencia musical que la acompaña, Meg se niega a admitir que se está enamorando de Hércules, mientras que las musas insisten en que acepte sus sentimientos románticos hacia él. «I Won't Say (I'm in Love)» se escribió para sustituir a «I Can't Believe My Heart», una balada más lenta y emotiva que Menken había pensado originalmente para Meg; esta última canción se descartó porque el animador de Meg, Ken Duncan, consideró que no complementaba su fuerte personalidad. Menken basó «I Won't Say (I'm in Love)» en canciones que escribió para su musical Little Shop of Horrors (1982).
«I Won't Say (I'm in Love)» ha sido recibida positivamente tanto por la crítica musical como por la cinematográfica, que han disfrutado de su arreglo inspirado en los grupos de chicas, así como de la sensual interpretación de Egan y de la refrescante diferencia de la canción con respecto a las baladas tradicionales de Disney; algunos críticos incluso la han calificado como la mejor canción de la película. Aunque no es una de las canciones más populares de Disney, se ha ganado la reputación de ser una de las más infravaloradas del estudio. La cantante estadounidense Belinda Carlisle grabó una versión pop rock de «I Won't Say (I'm in Love)» para la banda sonora de la película. El grupo de chicas estadounidense The Cheetah Girls versionó la canción en 2005.

## Historia y contexto
«I Won't Say (I'm in Love)» fue escrita por el compositor Alan Menken y el letrista David Zippel. Menken compuso originalmente una balada titulada «I Can't Believe My Heart» para que Meg la cantara en la película, con la intención de que sirviera como solo para transmitir el enamoramiento de la heroína de Hércules. Sin embargo, el animador supervisor de Meg, Ken Duncan, no estuvo de acuerdo con la canción de Menken porque creía que el personaje era «demasiado rudo» y «endurecido por la vida» para interpretar una balada tan suave. Los guionistas estuvieron de acuerdo en que Meg «no era un tipo de chica de balada». Por lo tanto, Menken se vio impulsado a escribir «I Won't Say (I'm in Love)», cuyo estilo basó en las canciones de grupos de chicas que había escrito para su musical escénico Little Shop of Horrors (1982), con el que finalmente se sustituyó «I Can't Believe My Heart». Aunque le gustó la primera canción, la actriz y cantante Susan Egan, que da voz a Meg, coincidió en que la más lenta «I Can't Believe My Heart» era «demasiado directa y literal», mientras que «I Won't Say (I'm in Love)» expresa un significado similar, aunque «de la forma en que lo haría Meg: sin admitir nada de ello».

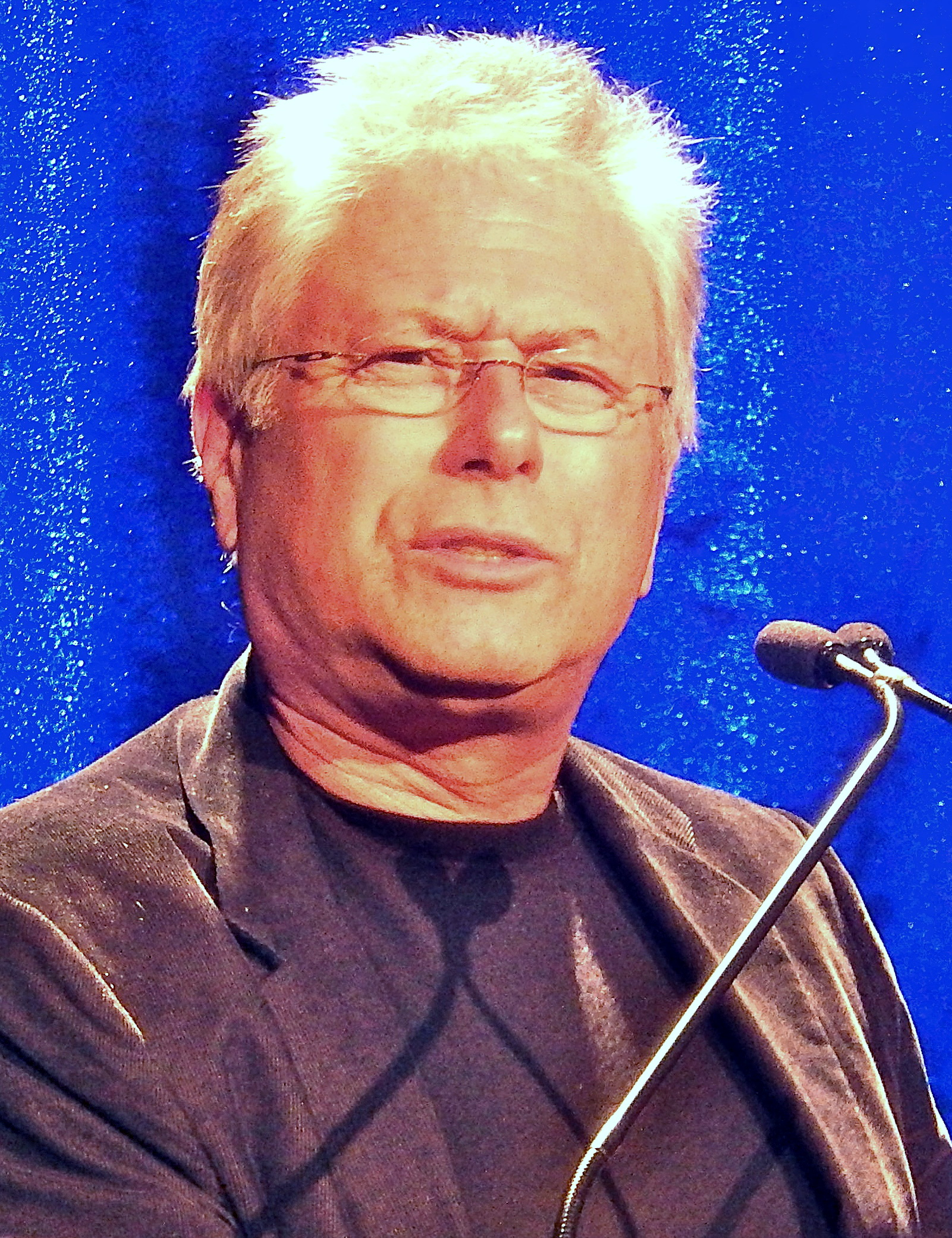
«I Won't Say (I'm in Love)» se escribió para sustituir a una canción que el compositor Alan Menken había escrito originalmente para Meg porque no encajaba con su personalidad.

Egan bromeó diciendo que, aunque «I Won't Say (I'm in Love)» era «divertida» de interpretar, se sentía mucho más «blanca» de lo habitual grabando junto a las cinco cantantes negras del reparto de las musas, que hacen los coros de la canción. Familiarizada con el trabajo en Broadway de las cantantes Cheryl Freeman, Lillias White, Vaneese Y. Thomas, LaChanze y Roz Ryan, Egan se sintió intimidada por sus potentes voces y su habilidad para los riffs. Egan recuerda: «Alan me decía: “Vale, Lillias (White), haz un riff por ahí; LaChanze, haz algo por aquí; y Susan, al final, pasa de esta nota a esta otra y haz un riff”. Levanto la mano y le digo: “Umm, ¿puedes tocarlo en el piano?” Él me mira como diciendo: “¿Estás de broma?”». Aunque Egan tardó media hora en solidificar uno solo de sus riffs, las otras cantantes grabaron varias tomas de los suyos en ese mismo tiempo; Egan se sintió muy honrada por la experiencia, ya que nunca había hecho un riff en sus anteriores papeles como cantante. En la banda sonora de la película, sólo Egan y Freeman figuran como vocalistas en el tema, Menken también produjo la canción, Danny Troob hizo los arreglos y Michael Kosarin dirigió la orquestación.
El espectador se entera de que Meg ya había estado enamorada anteriormente, pero que su novio la abandonó por otra mujer tras vender su alma a Hades para salvar su vida. Como la mayoría de las heroínas de Disney, Meg canta sobre su enamoramiento por el héroe de la película, una confesión que Meg se muestra demasiado orgullosa como para admitir. La canción «I Won't Say (I'm in Love)» expresa los sentimientos contradictorios de Meg hacia Hércules, a quien insiste en que no ama, sólo para que sus afirmaciones sean constantemente refutadas por las musas. Reconocida como la canción insignia de Meg, «I Won't Say (I'm in Love)» revela la «naturaleza incomprendida» del personaje. Enamorarse demasiado rápido fue una experiencia negativa para Meg que la ha dejado indecisa y en negación. El personaje se da cuenta de que, de hecho, ha empezado a desarrollar sentimientos por Hércules muy a su pesar, lo que se niega a admitir al principio. La canción permite a Meg superar esa negación, «alternando entre fantasear sobre lo delicioso que sería ser amada por Herc y dar pisotones de rabia ante la mera idea». Semejante a un intercambio admonitorio entre Meg y las musas, «I Won't Say (I'm in Love)» es el intento de Meg de evitar los clichés argumentales de sus predecesoras. Finalmente, tras pasear por un patio griego mientras interpreta la canción acompañada por las musas, que insisten en que está en negación, la resistencia del personaje resulta inútil y acaba cediendo, las musas la han «provocado para que sea sincera». «I Won't Say (I'm in Love)» es también la única canción en la que las musas cantan a dúo con uno de los personajes principales de la película. También se utilizan fragmentos de «I Won't Say (I'm in Love)" en parte de la partitura de la película, una de las pocas canciones que lo hacen.
Filmtracks.com describió «I Won't Say (I'm in Love)» como «la típica canción femenina de anhelo» de las películas. Según Taylor Weatherby de la revista Billboard, el personaje «llega finalmente a una conclusión con la que muchas chicas (o chicos) pueden identificarse». Tracy Dye de la revista Bustle describió la escena: «Acompañada por las musas, Meg intenta negar con vehemencia su amor por Hércules». Kimber Kay bromeó en el sitio web del crítico de cine Eric D. Snider diciendo que Meg «hace todo lo posible por dar una interpretación del top 40 de su canción en solitario, pero se la roban las magníficas musas». Además, el número musical predice que uno de los retos más difíciles de Hércules será intentar cambiar la opinión que Meg tiene de él. Aja Romano, que escribe para el medio digital The Daily Dot, cita la canción como la canción de querer de Meg. Además de sus sentimientos encontrados hacia Hércules, «I Won't Say (I'm in Love)» también demuestra la independencia de Meg.

## Música y letra

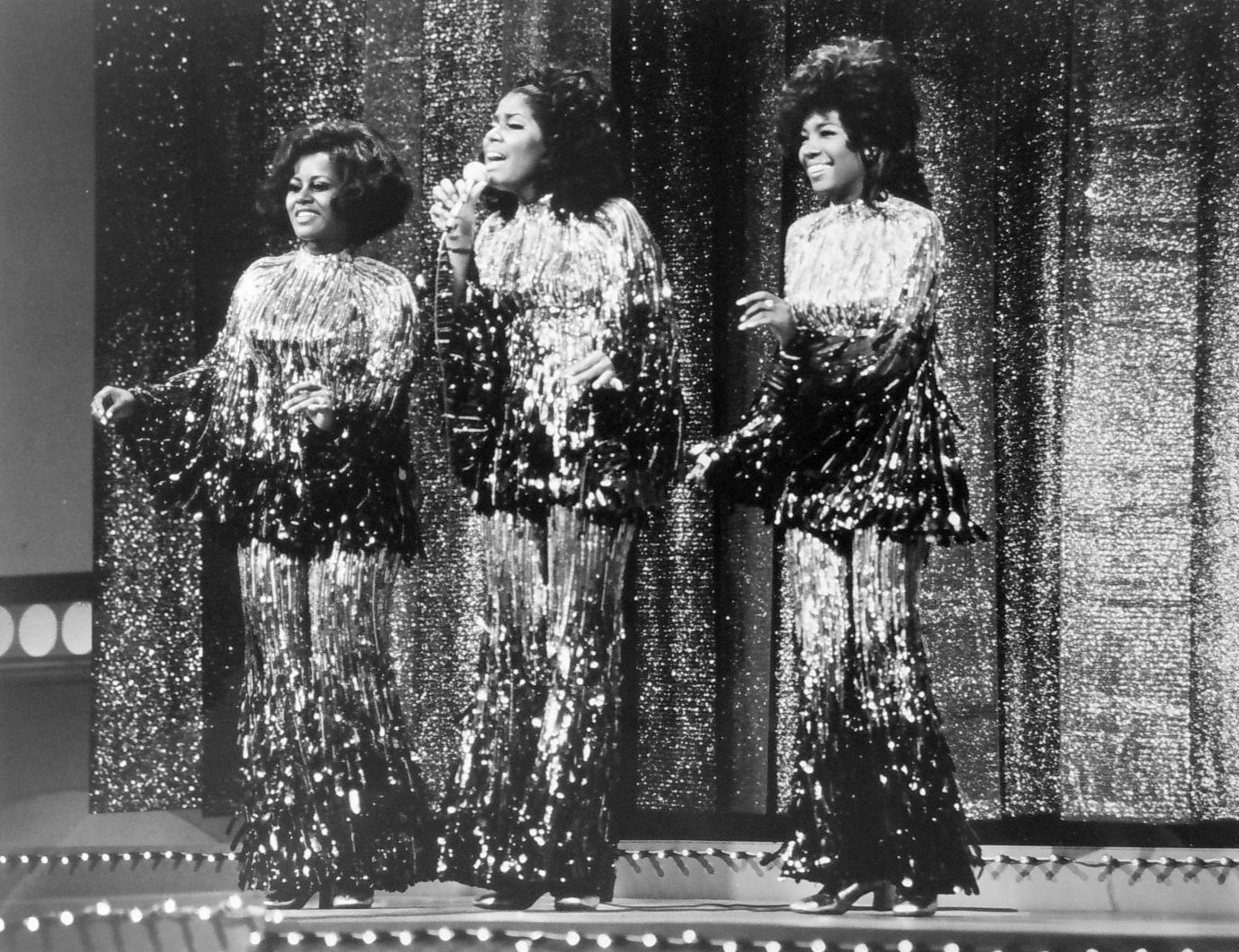
Los coros y los arreglos doo wop de la canción se han comparado con el trabajo del grupo de chicas estadounidense The Supremes.

Con una duración de dos minutos y veinte segundos, «I Won't Say (I'm in Love)» fue escrita en la tonalidad de Do mayor a un tempo de 100 pulsaciones por minuto.  Interpretada libremente al estilo de una suave canción de grupo de chicas de los años 50, la poderosa balada cuenta con la seductora voz de Egan, siguiendo el motivo R&B que Menken utiliza en toda la banda sonora, la balada pop incorpora elementos de rhythm and blues y doo wop. Con arrullos shooby-doos y sha-la-las de las musas, que contribuyen con coros y riffs con tintes de góspel al tema, Jeffrey Gantz, del periódico Boston Phoenix, comparó la voz de Egan con la del grupo de chicas The Ronettes. Lindsey Weber, de Vulture.com, describió «I Won't Say (I'm in Love)» como «un lamento de heroína Disney tradicional» y comparó su «toque Motown único» con el trabajo de The Supremes. Desde el punto de vista musical, Irving Tan, de Sputnikmusic, describió el tema con influencias pop adolescente como «lo más cerca que la villa hercúlea ha estado nunca de aproximarse a un espectáculo de Broadway», mientras que Ella Ceron, de la página web Thought Catalog, lo calificó de «canción pop hecha en el Olimpo», Allison Shoemaker, de Consequence of Sound, comparó a las musas con un coro griego, identificando el tema como una «balada autoconsciente», el autor Thomas S. Hischak observó que la canción mantiene el tono cómico de la banda sonora en su libro 100 Greatest American and British Animated Films. Combinadas, las voces de Egan y las musas abarcan dos octavas, de Sol3 a Do5. Chelsea Fagan, de Thought Catalog, describió la voz de Egan como «sarcástica» y «ahumada», mientras que Taylor Weatherby, de Billboard, la calificó de «conmovedora». Aunque las voces de las musas son de cinco cantantes, la canción sólo se interpreta en armonía a tres voces.
Desde el punto de vista lírico, «I Won't Say (I'm in Love)» es una canción de amor sobre la negación, concretamente sobre la reticencia a enamorarse o sucumbir a los clichés románticos. Meg expresa lo cliché e insuficiente que puede llegar a ser el amor. Este tema se diferencia de las típicas canciones de amor de Disney al ofrecer un giro único a la situación de la cantante. Rob Burch, de la página web The Hollywood News, la calificó «canción antiamor». Descrita como una vorágine emocional, la canción comienza con Egan cantando la letra «If there's a prize for rotten judgment I guess I've already won that» (‘Si hay un premio para el mal juicio, supongo que ya lo he ganado’), a la que sigue «Been there, done that» (‘He estado allí, he hecho eso’). Chelsea Fagan, de la revista digital Thought Catalog, cree que la primera estrofa «resume en cuatro líneas todo lo que alguna vez hemos intentado transmitir mientras tomábamos nuestra tercera copa en el bar con las chicas» y bromea: «Creo que esta canción vendría poco después de bailar en círculo con todas las mujeres, pero justo antes de los mensajes de texto lacrimógenos a tu ex». Meg también canta la línea «My head is screaming ‘get a grip, girl!’ unless you're dying to cry your heart out» (‘Mi cabeza está gritando “¡contrólate, chica!” a menos que te estés muriendo por llorar a mares’). Comparando los coros con The Blossoms, la autora de Musicological Identities: Essays in Honor of Susan McClary,  Jacqueline Warwick, observó que los coristas contradicen constantemente a la cantante principal en un formato de llamada y respuesta, lo que resulta crucial para el tema, ya que la cantante principal niega exactamente lo que creen las coristas y los oyentes. Las musas le sugieren a Meg «Face it like a grown-up/When you gonna own up that you got got got it bad» (‘Afróntalo como una adulta/Cuándo admitirás que estás muy enamorada’),lo que Gantz describió como «admonitorio» La última línea de la canción es: «At least out loud, I won’t say I’m in love» (‘Al menos en voz alta, no diré que estoy enamorada’).
Kate Knibbs, del sitio web The Ringer, resumió la pieza como «una canción de amor de alguien que no quiere estar enamorado, que sabe lo suficiente como para asumir que las cosas no van a funcionar». Fagan cree que la canción expresa «la indecisión que sienten las mujeres inteligentes de todo el mundo cuando intentan evitar enamorarse perdidamente». El autor de The Oxford Companion to the American Musical: Theatre, Film, and Television, Thomas S. Hischak, calificó la canción de «balada autoconsciente» y observó que la letra está «llena de astutos anacronismos». Por su parte, en su libro The Disney Song Encyclopedia, Hischak se refirió a «I Won't Say (I'm in Love)» como una «contradictoria canción de amor... en la que Meg niega sus verdaderos sentimientos, pero admite que está enamorada del musculoso e ingenuo héroe Hércules». Según D23, «I Won't Say (I'm in Love)» es una canción de amor «para aquellos que no quieren admitir los deseos de su corazón», ya que la protagonista se niega a admitir sus verdaderos sentimientos por su pareja hasta la última letra.

## Recepción
«I Won't Say (I'm in Love)» ha sido aclamada por la crítica cinematográfica y musical. Aja Romano, de The Daily Dot, elogió la canción como uno de los momentos estelares de Hércules que «nos satisface en todo momento». Greg Ehbar, del sitio web Indiewire, citó «I Won't Say (I'm in Love)» como su canción favorita de la película, describiéndola como «una melodía realmente genial». Irving Tan, de Sputnikmusic, fue especialmente elogioso, afirmando que las musas demuestran que «sus habilidades para las charlas de almohada están a la altura de los mejores». Tan concluyó: «La canción también funciona bien como alternativa a la música pop moderna de desamor adolescente» y aconsejó a los jóvenes oyentes que la pusieran por encima de Hilary Duff. Tracy Dye, de Bustle, elogió la canción como «uno de los gusanos auditivos más adictivos de Disney», apreciando que «se aleja de las típicas baladas de amor a las que estamos acostumbrados». Rob Burch, de The Hollywood News, calificó «I Won't Say (I'm in Love)» de «refrescante cambio de ritmo». Taylor Bryant, de Nylon, dijo que la canción era «impecable y muy acorde con el espíritu de la compañía». Jerrica Tisdale, de la plataforma CinemaBlend, coronó «I Won't Say (I'm in Love)» como la mejor canción de Hércules, describiéndola como «memorable, porque es una canción de amor disfrazada de canción antiamor». La página web Screen Rant clasificó el tema musical como la segunda mejor canción de Hércules, y su autor, Matthew Wilkinson, la elogió por elogiar la independencia de Meg y la voz de Egan. Por el contrario, Filmtracks.com acusó a la canción de desperdiciar el talento de Egan.
La plataforma Beamly clasificó la canción en quinto lugar en la lista de «Las mejores canciones de Disney de todos los tiempos» y la autora Sophie Hall apodó a Meg «La Celine Dion del mundo de los dibujos animados». BuzzFeed clasificó «I Won't Say (I'm in Love)» en el puesto 14 de su «El ranking definitivo de las 102 mejores canciones animadas de Disney». BuzzFeed también clasificó la canción como la novena mejor canción de amor de Disney, mientras que el club oficial de fanes de Disney, D23, la nombró décima en una clasificación similar, Billboard nombró la canción como la 21ª mejor canción del Renacimiento Disney. La revista digital Consequence of Sound clasificó la balada en el puesto 61 de las mejores canciones Disney de todos los tiempos y la colaboradora Allison Shoemaker describió el tema como «una magnífica balada Motown y una gran pieza musical de desarrollo de personaje». The Ringer calificó «I Won't Say (I'm in Love)» como la 36.ª mejor canción de Disney y la consideró «un refrescante cambio de ritmo para Disney» que a su vez convierte a Meg en «una reina con quien se pueden identificar». La colaboradora de Ticketmaster Caitlin Devlin declaró que «I Won't Say (I'm in Love)» es «una de las mejores canciones de Disney de todos los tiempos».
«I Won't Say (I'm in Love)» se ha ganado la reputación de ser una de las canciones más infravaloradas de Disney. Caitlin Busch, de Syfy Wire, calificó como la 16ª mejor canción del Renacimiento Disney y dijo que Meg era «una heroína infravalorada con una canción de amor infravalorada», que describió como «divertida, conmovedora y una canción de transición perfecta». La autora consideró que «Face it like a grown-up/When you gonna own up that you got got got it bad» (‘Afróntalo como una adulta/Cuándo admitirás que estás muy enamorada’) como su mejor verso. The Odyssey clasificó el tema como la canción más infravalorada de Disney, de un total de 13. La revista en línea Moviepilot incluyó la canción en un artículo similar, con el autor Jeremiah Paul describiéndola como una «joya oculta» que «debería haber sido otro clásico», al tiempo que elogiaba la interpretación de Egan. Jerrica Tisdale, de CinemaBlend, describió la falta de popularidad de la canción como «casi criminal». Aly Semigran, de Billboard, la calificó como uno de los 12 clásicos más infravalorados de Disney y escribió que la canción merece ser un «pilar del karaoke». En una entrevista con la revista The Fader, los miembros del grupo del rapero estadounidense Chance the Rapper, The Social Experiment, calificaron «I Won't Say (I'm in Love)» como una de las canciones favoritas de Disney de su infancia, calificándola como «una canción increíble». TodayTix nombró la pieza como «el himno feminista de Disney favorito de todos».

## Intérpretes
- Voz principal de Susan Egan como Megara
- Coros de Cheryl Freeman, Lillias White, Vaneese Thomas, LaChanze y Roz Ryan como las musas.
- Instrumentación de la orquesta Disney

## Interpretaciones en directo y versiones
Egan ha interpretado «I Won't Say (I'm in Love)» en directo en varias ocasiones. En la D23 Expo de 2017 para concluir el panel del evento «Zero to Hero: The Making of Hercules», la secuencia animada original se reprodujo de fondo mientras Egan cantaba, acompañada por coristas. La actuación fue recibida con una ovación de pie por parte del público. Egan también ha cantado la canción durante la serie de conciertos Broadway Princess Party en 2019 y 2020. Durante una actuación en octubre de 2019, Egan interpretó un arreglo a dúo con la actriz Krysta Rodríguez, quien originó el papel de Meg en una adaptación teatral de Hércules (2019) y cantó la canción en el espectáculo. En abril de 2020, Egan interpretó «I Won't Say (I'm in Love)» como parte de la campaña de medios sociales #DisneySingAlong de Disney. El vídeo se grabó en su propia casa debido a las medidas de cuarentena como consecuencia de la pandemia de COVID-19, mientras los actores de Broadway Courtney Reed, Laura Osnes, Adam J. Levy y Benjamin Rauhala hacían coros como las musas.

### Versión de Belinda Carlisle
Para promocionar la película, la cantante estadounidense Belinda Carlisle grabó una versión pop rock de «I Won't Say (I'm in Love)» en 1997 que se incluyó en la banda sonora de la película. Producida por Gary Wallis y Toby Chapman, la versión de Carlisle se lanzó como sencillo exclusivamente en Francia y Alemania, el 26 de mayo de 1997. El sencillo recibió elogios de la crítica.

### Versión de The Cheetah Girls
El grupo de chicas estadounidense The Cheetah Girls versionó la canción para el álbum recopilatorio de 2005 Disneymania 3, que supuso la primera canción del grupo como trío. Su versión cambia la armonización por las palmas y enfatiza los aspectos pop de la canción por encima del R&B, esta  versión se publicó como sencillo. En su artículo para la estación de radio idobi, Sam Devotta opinaba que la versión de The Cheetah Girls «carece de la fuerza [y la frustración] de la original» y prefería la interpretación de Egan. Una versión corta de «I Won't Say (I'm in Love)» aparece en escena en el musical de rocola Disney's on the Record, interpretada por Andrew Samonsky, con Meredith Inglesby, Andy Karl, Tyler Maynard y Keewa Nurullah haciendo los coros. La cantante y profesora de música Evynne Hollens lanzó una versión de «I Won't Say (I'm in Love)» como sencillo en 2017.

### Versión de Ariana Grande
En abril de 2020, la cantante Ariana Grande interpretó una versión de la canción en el especial de ABC Disney Family Singalong, que fue aclamada por la crítica y los fans. Billboard nombró la actuación de Grande como uno de los 10 mejores momentos del especial, afirmando que Grande «se maquilló y caracterizó completamente, rindiendo homenaje a Meg vistiendo de púrpura, para el tierno y vocalmente impresionante vídeo que completó con una flor como único accesorio. Pero con una voz como la suya, ¿qué más se necesita?». Bill Keveney, del periódico USA Today, afirmó que Grande había hecho «la actuación más profesional». Monica Sisavat, de Popsugar, alabó la interpretación de Grande y la calificó de «preciosa interpretación de “I Won't Say I'm in Love” de Hércules desde su casa».

## Certificaciones
| Región                                                                 | Certificación | Ventas certificadas |
| ---------------------------------------------------------------------- | ------------- | ------------------- |
| Reino Unido (BPI)                                                      | Plata         | 200 000‡            |
| Estados Unidos (RIAA)                                                  | Platino       | 1 000 000‡          |
| ‡ Ventas +cifras de transmisión basadas únicamente en la certificación |               |                     |